# Fear Is the Mindkiller
| Оценки критиков | Оценки критиков |
| Источник        | Оценка          |
| --------------- | --------------- |
| AllMusic        | [ 1 ]           |

Fear Is the Mindkiller — сборник ремиксов с первого альбома группы Fear Factory Soul of a New Machine, выпущенный 14 апреля 1993 года на лейбле Roadrunner Records. В дальнейшем альбом был переиздан 5 октября 2004 года, вместе с Soul of a New Machine.
Ремиксы песен 1-5 были выполнены Райсом Фалбером и Билом Либом из Front Line Assembly.
Название альбома взято из романа «Дюна» Фрэнка Герберта.

## Список композиций
| №                   | Название                                | Длительность |
| ------------------- | --------------------------------------- | ------------ |
| 1.                  | «Martyr» (Suffer Bastard Mix)           | 7:14         |
| 2.                  | «Self Immolation» (Vein Tap Mix)        | 5:32         |
| 3.                  | «Scapegoat» (Pigfuck Mix)               | 4:37         |
| 4.                  | «Scumgrief» (Deep Dub Trauma Mix)       | 6:20         |
| 5.                  | «Self Immolation» (Liquid Sky Mix)      | 6:06         |
| 6.                  | «Self Immolation» (Reissue bonus track) | 2:46         |
| Общая длительность: | Общая длительность:                     | 32:40        |

## Участники записи
- Бертон Белл — вокал
- Дино Касарес — бас-гитара, гитара, микширование
- Раймонд Эррера — ударные